# US Airways
US Airways (známá též jako USAir) byla jedna z největších amerických leteckých společností do roku 2015, kdy se formálně stala součástí American Airlines. Společnost ke dni 11. listopadu 2014 létala do 193 destinací po celém světě, které obsluhovala 338 letadly. Dalších 278 letadel provozovala pod názvem US Airways Express, zejména na regionálních linkách uvnitř Spojených států.

## Finální flotila

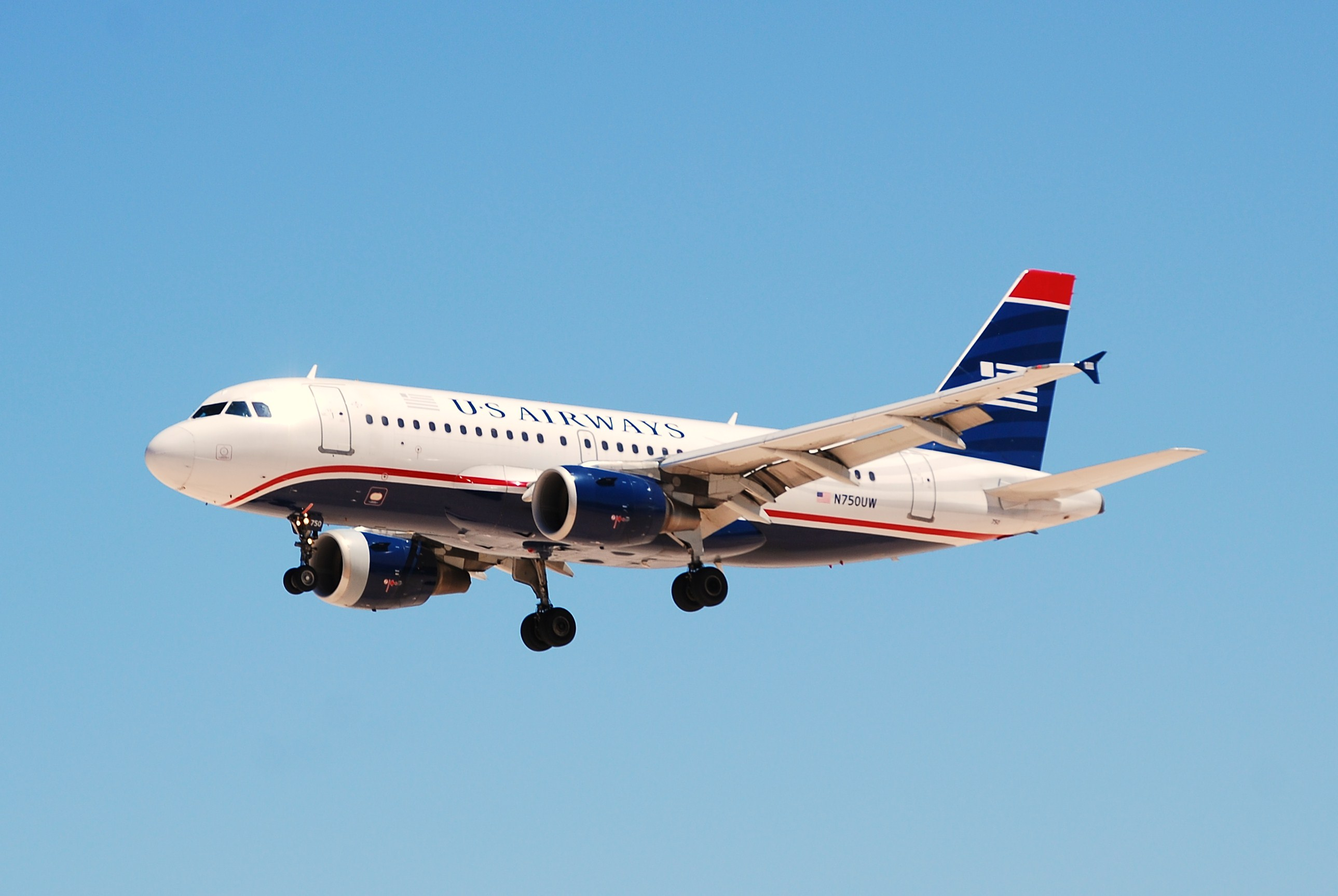
Airbus A319-100

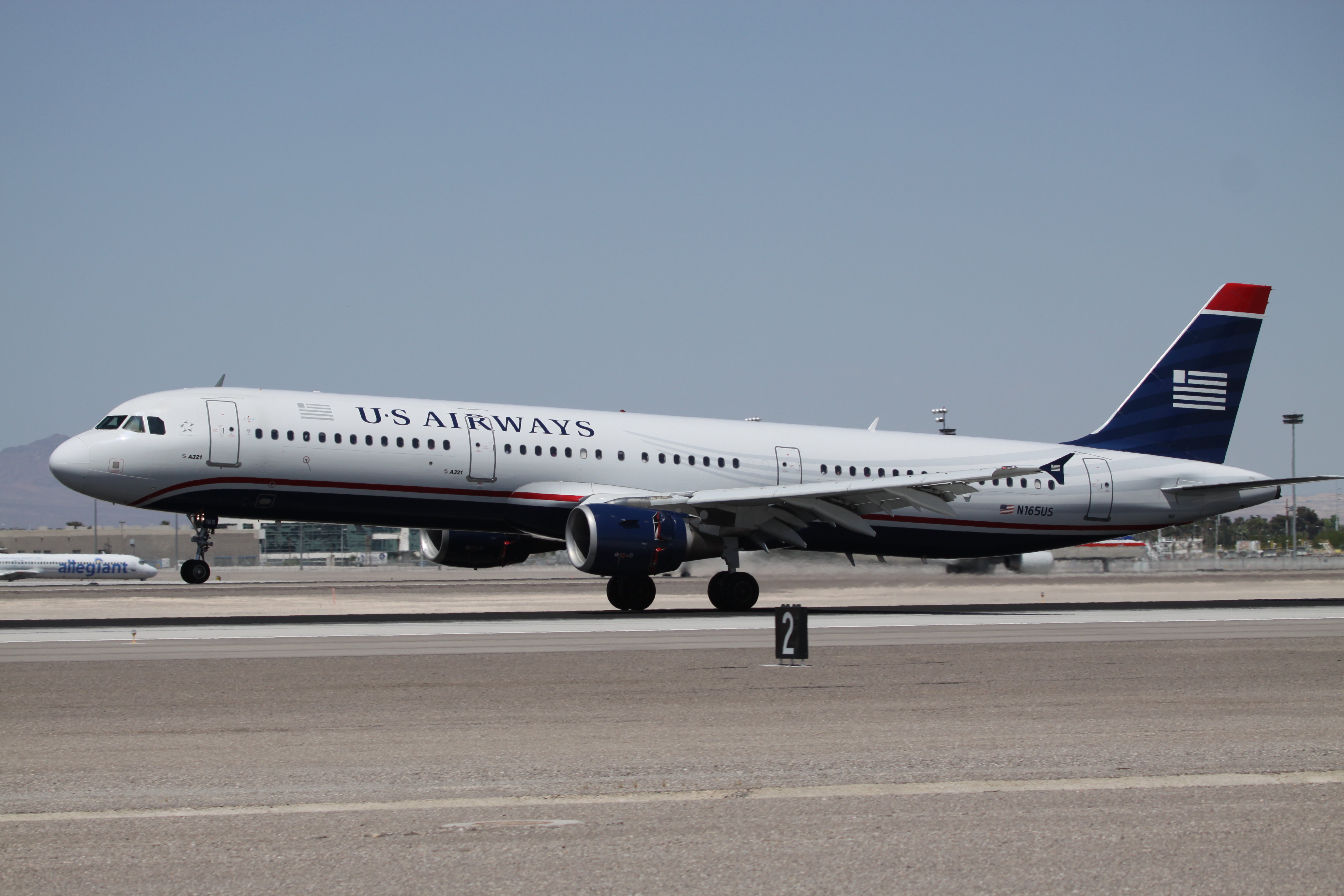
Airbus A321-200

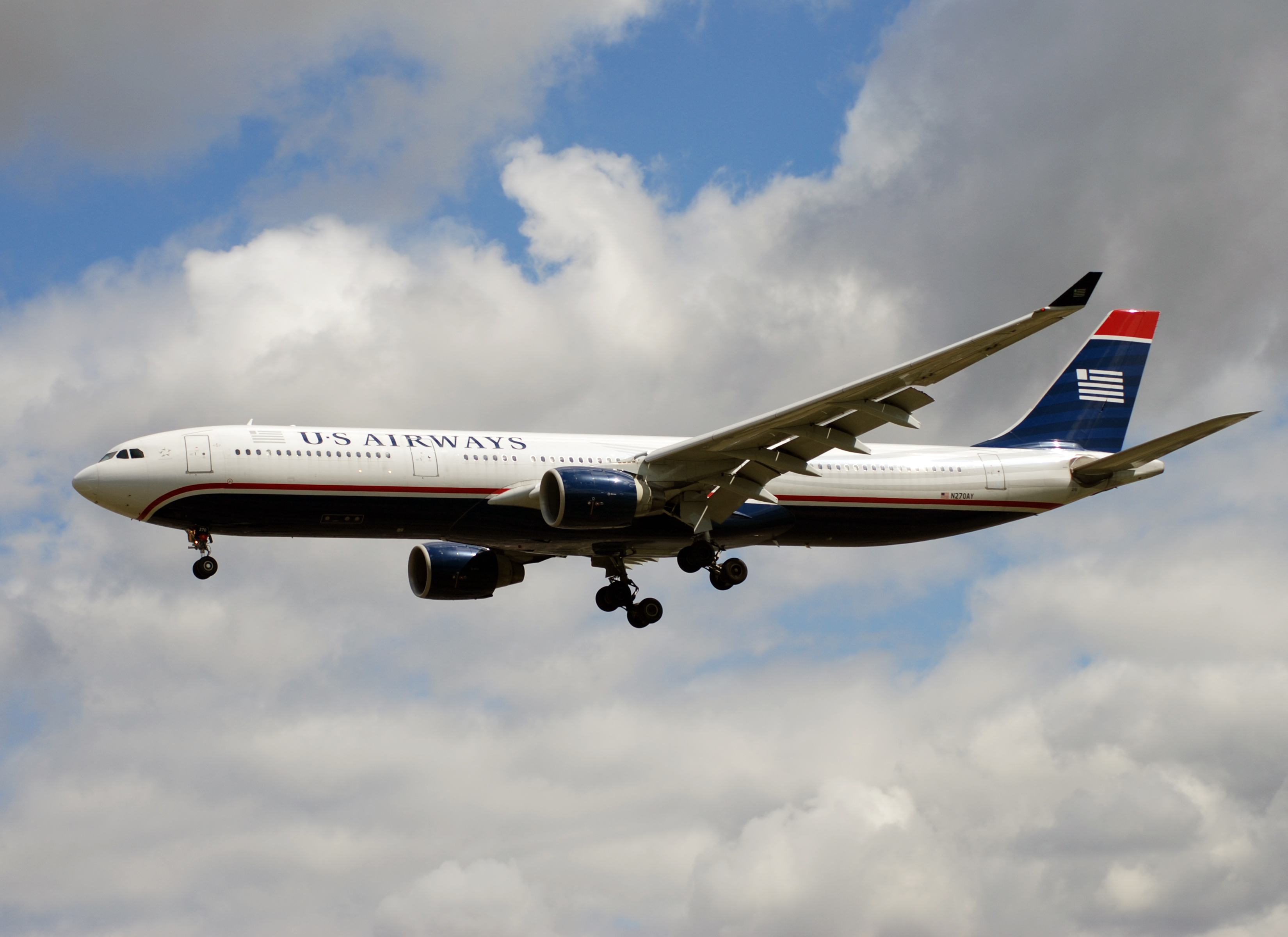
Airbus A330-300

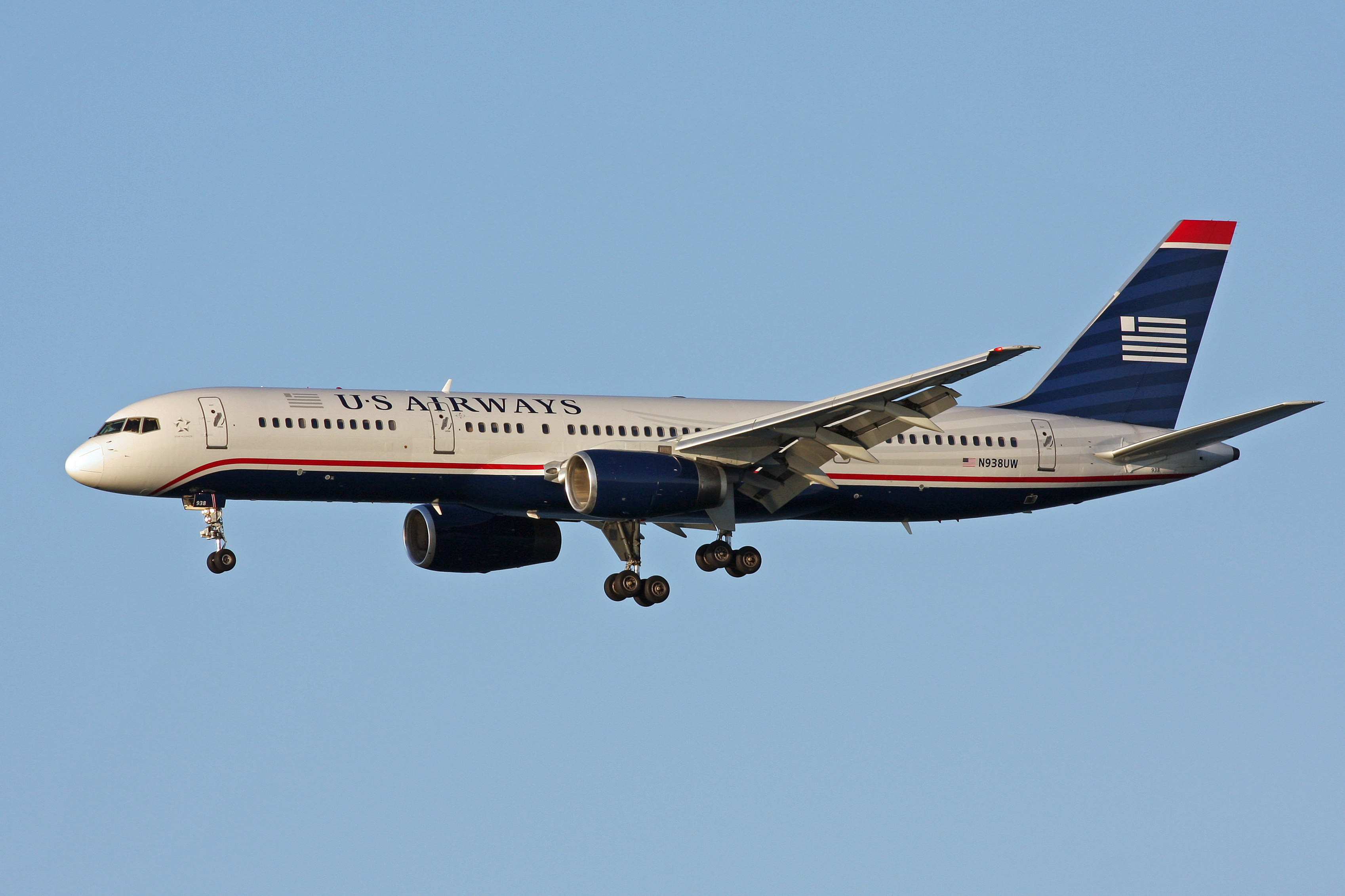
Boeing 757-200

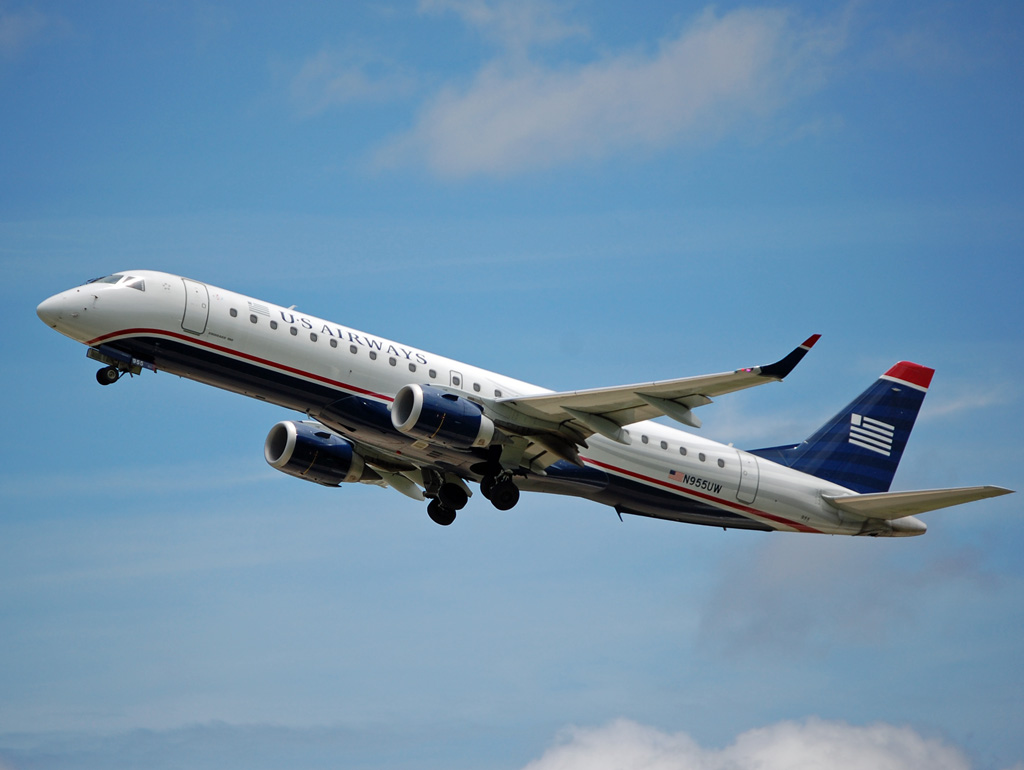
Embraer 190

| Aircraft        | In service | Orders | Passengers | Passengers | Passengers | Passengers | Notes |
| Aircraft        | In service | Orders | J          | F          | Y          | Total      | Notes |
| --------------- | ---------- | ------ | ---------- | ---------- | ---------- | ---------- | --- |
| Airbus A319-100 | 93         | —      | —          | 12         | 112        | 124        | Largest operator worldwide of Airbus A320 family.                                                                    |
| Airbus A320-200 | 56         | —      | —          | 12         | 138        | 150        | Largest operator worldwide of Airbus A320 family.                                                                    |
| Airbus A321-200 | 114        | 7      | —          | 16         | 171        | 187        | All remaining deliveries transferred to American.                                                                    |
| Airbus A330-200 | 15         | —      | 20         | —          | 238        | 258        | |
| Airbus A330-300 | 9          | —      | 28         | —          | 263        | 291        | |
| Airbus A350-900 | —          | 22     | N/A        | N/A        | N/A        | N/A        | Orders were transferred to American, but were later cancelled as American ordered the Boeing 787 Dreamliner instead. |
| Boeing 757-200  | 24         | —      | —          | 14         | 176        | 190        | |
| Boeing 757-200  | 24         | —      | 12         | —          | 164        | 176        | |
| Embraer 190     | 20         | —      | —          | 11         | 88         | 99         | |
| Total           | 331        | 29     |            |            |            |            | |

## Historie

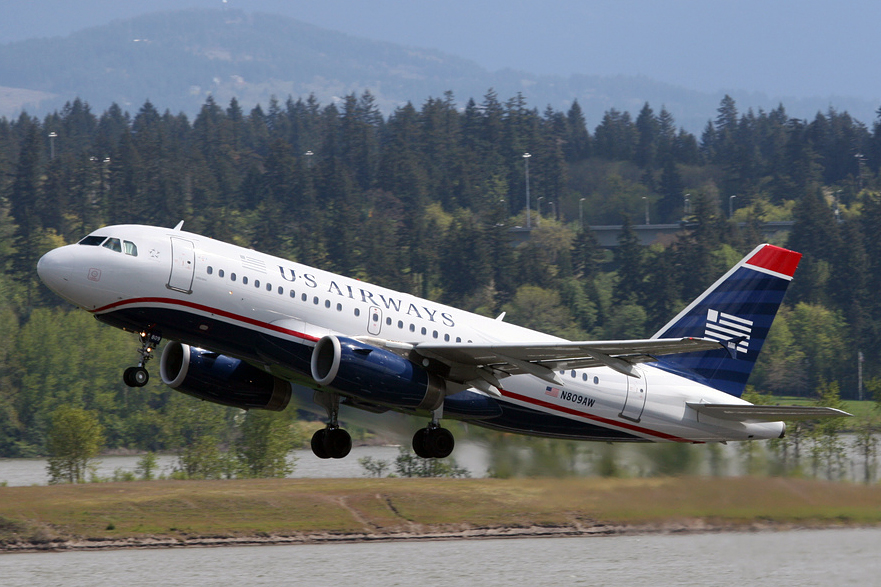
A319 US Airways

Společnost byla založena v roce 1937 jako All American Aviation, skutečný provoz začal ale až v roce 1939. Zpočátku se jednalo pouze o nákladní lety, které měly za úkol obsluhovat poštou oblast kolem Ohio River Valley. V roce 1949 se společnost přesunula k přepravě osob a změnila své jméno na Allegheny Airlines. Pod tímto jménem fungovala až do roku 1979, kdy změnila své obchodní jméno na US Air. Jednak kvůli přechodu na americký letecký deregulačnímu zákon z roku 1978, což letecké společnosti umožnilo rozšířit svou síť tras do jihovýchodních Spojených států (zejména na rapidně rostoucí destinace na Floridě), ale také aby se zbavila své regionální nálepky (Allegheny je okres v Ohiu). V osmdesátých letech společnost velmi prosperovala, zakoupila společnost Pacific Southwest Airlines (PSA) a tím se dostala na západní pobřeží USA (San Diego, Los Angeles, San Francisco...). Na konci osmdesátých let se spojila s Piedmont Airlines, která operovala na východním pobřeží (Baltimore, Charlotte...). V devadesátých letech společnost rozšiřovala své transatlantické lety do Evropy, koupila společnost Trump Shuttle, objednala 400 kusů letadel Airbus A320 a také v roce 1997 změnila svůj název na US Airways. 24. května 2000 společnost US Airways oznámila, že je plánováno její odkoupení za 4,3 miliardy dolarů společností UAL Corp. – mateřskou společností United Airlines, největší obchodní společností na světě v té době. K tomu nakonec nedošlo. Několik měsíců poté byla US Airways postižena útoky 11. září, uzavřením hlavního hubu ve Washingtonu, ukončením letů pod značkou MetroJet, velkým propouštěním zaměstnanců a musela 11. srpna 2002 vyhlásit bankrot. Do roku 2005 prodělala celkem dva bankroty. Při ekonomické krizi začala poprvé roce 2008 přemýšlet o spojení s konkurencí. Na přelomu let 2012 a 2013 společnost oznámila, že se spojí s American Airlines. 17. října 2015 společnost formálně přestala existovat a stala se součástí American Airlines, čímž vznikla největší letecká společnost na světě.

## Nehody
- Let US Airways 1549
- Let US Air 1016
- Let USAir 427
- Let US Air 1493
- Let US Airways Express (Air Midwest) 5481
- Let US Air 409